# تسلل (كرة القدم)

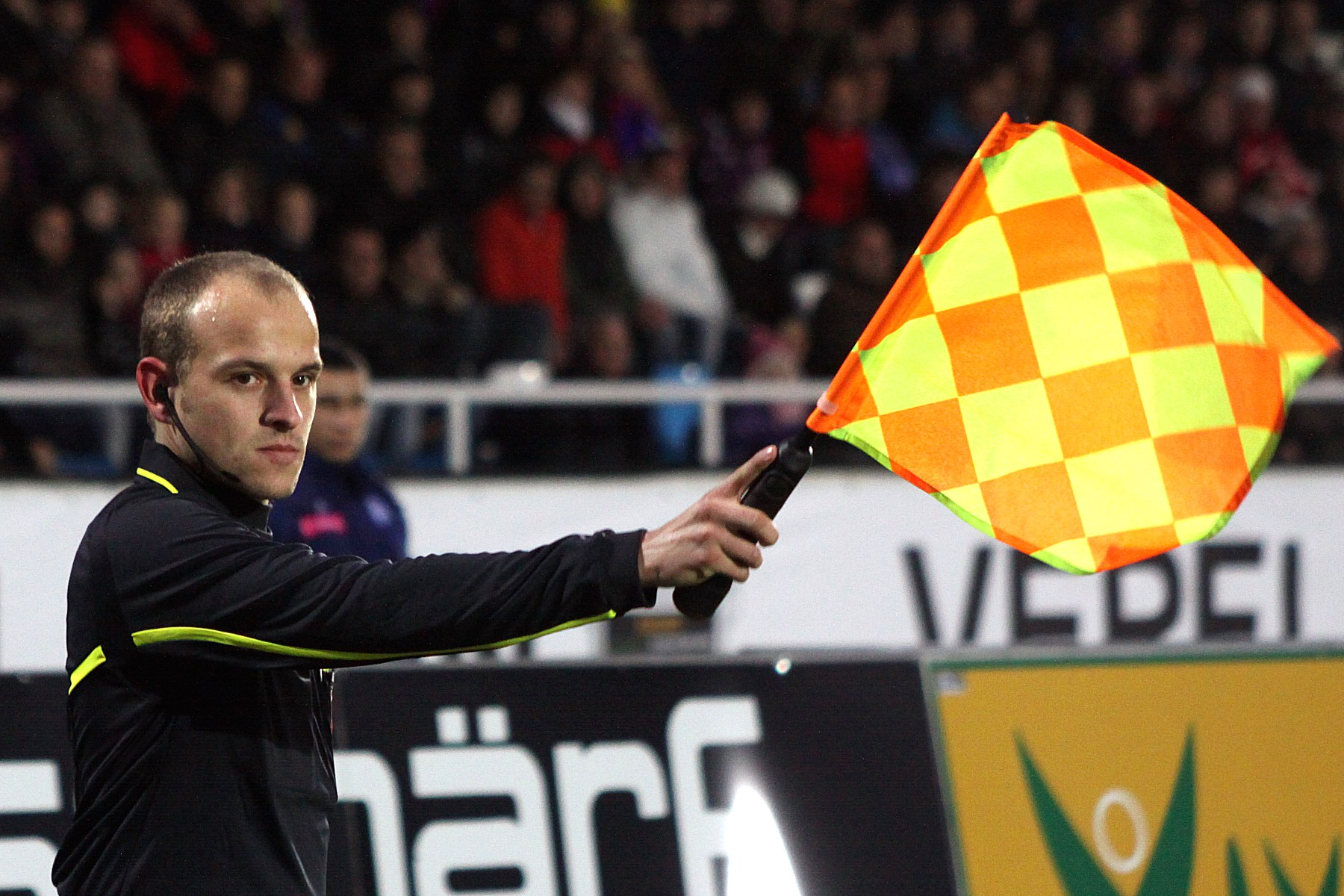
يعلن حكم الراية عن وجود مخالفة تسلل برفع رايته.

التسلل هو أحد قوانين لعبة كرة القدم، وينص على أنه إذا كان اللاعب في موقف تسلل عند لمس الكرة أو تمريرها من قبل زميله في الفريق، فإن هذا اللاعب يعتبر خارج نطاق اللعبة ويصبح غير فعّال. يعتبر اللاعب متسللا إذا كان أقرب إلى خط المرمى من الكرة ومن اللاعب قبل الأخير من الفريق المنافس (في معظم الأحيان يكون حارس مرمى الفريق المنافس هو آخر لاعب، واللاعب قبل الأخير هو آخر مدافع)، وهذا ينطبق فقط إذا كان اللاعب في نصف الملعب الخاص بالخصم.
تجدر الإشارة إلى وجود اختلاف ما بين أن يكون اللاعب في «حالة تسلل» أو أن يرتكب اللاعب «مخالفة تسلل»، فوجود اللاعب في حالة تسلل لا يعني أنه قام بمخالفة التسلل. يعتبر اللاعب مرتكباً لمخالفة التسلل عندما يكون أولاً في حالة تسلل، وأن يكتسب ميزة بكونه في هذه الحالة، كأن يتم تمرير الكرة له مباشرة، أو أن يتدخل لإعاقة مدافعي الخصم.
يحد قانون التسلل من مدى تقدم لاعبي الفريق المهاجم عند اللاعبين المشاركين في اللعب. كما ويتم إلغاء الأهداف التي تسجٌل بوجود مخالفة تسلل.
تم إقرار عام 2005 بأن جسد اللاعب كاملاً يتدخل في اللعبة ولا يحسب اللاعب متسللاً في حال كان لاعب الفريق الخصم متدخلاً بما ذكر .

## التطبيق
يتم تطبيق قانون التسلل في ثلاث خطوات: أولاً الوقوع في وضعية التسلل، ثم ارتكاب مخالفة التسلل، ومن ثم إصدار عقوبة التسلل.

### وضعية التسلل

يعتبر المهاجم ذو اللون الأزرق على يسار الشكل التوضيحي في موضع تسلل فهو يتمركز أمام كل من الكرة واللاعب قبل الأخير من الفريق المنافس (كما هو موضح بالخط المنقط). لاحظ أن هذا لا يعني بالضرورة أن المهاجم قد ارتكب مخالفة التسلل، وإنما يعتبر مرتكباً للمخالفة إذا تم تمرير الكرة له في هذه اللحظة، سواءً أكان في موضع تسلل عند استلام الكرة أم لا.

لا يعتبر المهاجم ذو اللون الأزرق المتمركز داخل منطقة الجزاء متسللاً، وذلك لأنه متواجد خلف الكرة.

يعتبر اللاعب متسللاً إذا توفرت ثلاثة شروط: أولاً، أن يكون اللاعب في نصف الملعب الخاص بالفريق المنافس. ثانياً، أن يكون اللاعب أقرب إلى خط مرمى الفريق المنافس من الكرة. وثالثاً، أن يكون بين اللاعب وبين خط المرمى لاعب واحد فقط من الفريق المنافس، وليس بالضرورة أن يكون هذا اللاعب هو حارس المرمى، فمن الممكن أن يكون آخر لاعب أمام المهاجم هو أحد مدافعي الفريق المنافس. إذا كان المهاجم بنفس مستوى الكرة أو خلفها، فإنه لا يعتبر متسللاً ولا تحتسب ضده مخالفة تسلل.
تضمنت طبعة عام 2005 من قوانين اللعبة على قرار جديد صادر من مجلس الاتحاد الدولي لكرة القدم ينص على أنه إذا كان أي جزء من رأس اللاعب أو جسده أو أقدامه أقرب إلى خط المرمى من الكرة ومن لاعب الخصم قبل الأخير فإنه يعتبر متسللاً. أما إذا كانت الأيدي هي الأقرب فلا يعتبر كذلك.
لا يعتبر اللاعب متسللاً إذا كان قد استلم الكرة مباشرة من ركلة ركنية، أو من ركلة مرمى، أو من رمية تماس، حتى لو كانت شروط التسلل قد توفرت. وهذا الحال لا ينطبق على الركلات الحرة المباشرة والركلات الحرة غير المباشرة.

### مخالفة التسلل
لا يعتبر اللاعب مرتكباً لمخالفة التسلل لمجرد وجوده في وضعية التسلل، وإنما يعتبر كذلك إذا أصبح جزء فعّال من اللعبة عن طريق:
التداخل مع اللعب
اللعب أو لمس الكرة.
التداخل مع الخصم
منع الخصم من لعب الكرة عن طريق حجب رؤية اللاعب أو تشتيت الخصم عمدا.
الحصول على ميزة بأن يكون في موقف تسلل
لعب الكرة بعد ارتدادها من أحد قوائم المرمى، أو من حارس المرمى، أو من أي لاعب من لاعبي الخصم.
تحتسب مخالفة التسلل عند تمرير الكرة وليس عند استلامها، فمن المسموح أن يستلم اللاعب الكرة من أحد زملائه وهو في وضعية تسلل بشرط أن لا يكون كذلك لحظة تمريرها.

### عقوبة التسلل
تتمثل عقوبة التسلل بإيقاف اللعب من قِبل الحكم وإعطاء ركلة حرة غير مباشرة للفريق المنافس في المكان الذي كان يتواجد به اللاعب المتسلل عند قيام زميله بتمرير الكرة أو لمسها. كما ويتم إلغاء أي هدف تم تسجيله بعد وقوع مخالفة التسلل.

### إعلان مخالفة التسلل

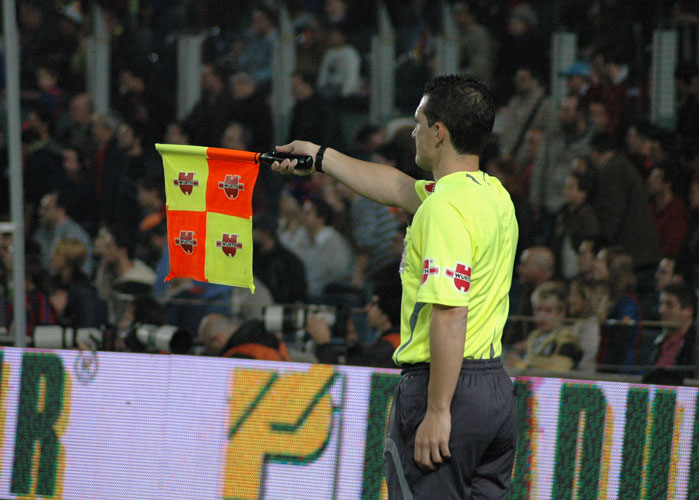
حكم راية يعلن عن وقوع مخالفة تسلل.

يعتمد الحكم في تطبيق قانون التسلل بدرجة كبيرة على حكم الراية، والذي يكون بشكل عام متواجد بنفس مستوى إما اللاعب قبل الأخير من الفريق المدافع أو الكرة، وهذا يعتمد على أيهما أقرب إلى خط مرمى نصف الملعب الخاص بالحكم. يعلن حكم الراية عن وقوع مخالفة التسلل عن طريق رفع رايته بشكل مستقيم ومن دون حركة، وبعد أن يتم إيقاف اللعب، يقوم بتوجيه الراية على نحو يدل على مكان وقوع المخالفة:
- إلى الأسفل بزاوية 45 درجة: يدل على أن المخالفة وقعت في ثلث الملعب القريب من حكم الراية.
- إلى الأمام بشكل متوازي مع الأرض: يدل على أن المخالفة وقعت في الثلث الأوسط من الملعب.
- إلى الأعلى بزاوية 45 درجة: يدل على أن المخالفة وقعت في ثلث الملعب البعيد عن حكم الراية.

تعتبر مهمة حكم الراية فيما يتعلق بمخالفات التسلل صعبة، وذلك لحاجة الحكم لمواكبة الهجمات والهجمات المرتدة، والنظر في أي اللاعبين الذين يقفون في وضعية تسلل عند لعب الكرة، ومن ثم تحديد ما إذا قام اللاعب المتسلل بالاشتراك باللعب. كما وتزداد صعوبة مهمة حكم الراية بفعل تأثير ظاهرة "التقصير النظري"، والتي تحدث عندما يكون الحكم ليس بنفس مستوى المدافع والمسافة بينهما مختلفة بشكل كبير عن المسافة ما بين الحكم والمهاجم. وتؤدي هذه الظاهرة إلى ازدياد نسبة الوقوع في الاحكام الخاطئة من قِبل حكم الراية.
يعتقد بعض الباحثين أن الأخطاء التحكيمية المتعلقة بمخالفة التسلل «لا مفر منها بصرياً». كما أن هنالك العديد من النقاشات حول ما إذا كان الإنسان أو الوسائل التكنولوجية لديها القدرة على كشف التسلل بشكل دقيق وبسرعة كافية تساعد على اتخاذ القرار في الوقت المناسب. في بعض الأحيان لا يكون بمقدور الحكم إبقاء جميع اللاعبين المنتشرين داخل الملعب في مجاله البصري.

## تاريخ التسلل
يعود تاريخ قانون التسلل إلى قوانين كرة القدم التي وضعت أوائل القرن التاسع عشر في المدارس الإنجليزية العامة. وكانت حينها أكثر صرامة من القانون الحالي. فقد كان اللاعب يعتبر متسللاً لمجرد وجوده أمام الكرة. كان قانون التسلل وقتها يشبه لحد كبير قانون التسلل الحالي في لعبة الرغبي، الذي ينص على أن أي لاعب يقف بين الكرة ومرمى الفريق المنافس يعتبر متسللاً.
طبق قانون التسلل الحالي في العام 1974 وتم تطبيقه في بطولات كأس العالم.

## مصيدة التسلل
مصيدة التسلل أو شَرَك التسلل هي خطة دفاع تكتيكية تهدف لإيقاع لاعبي الفريق المهاجم في وضعية تسلل. ابتكرت هذه الخطة في بدايات القرن العشرين من قِبل فريق نوتس كاونتي الإنجليزي واعتمدت في وقت لاحق من قبل المدرب الأرجنتيني أوزفالدو زوبلديا. لتطبيق مصيدة التسلل يتحرك مدافعو الفريق بشكل منسّق ومفاجئ بعكس اتجاه اللاعب المهاجم ليصبح خلفهم قبيل أن يمرر زميله له الكرة وبالتالي فإنه يكون في وضعية تسلل. يتطلب تطبيق مصيدة التسلل وجود تنسيق وتوقيت دقيق بين لاعبي الدفاع، فأي خطأ يقوم به أحد المدافعين قد يؤدي لفشل المصيدة مما يؤدي لانفراد اللاعب المهاجم بحارس المرمى.